# Riza Santos
Riza Raquel Santos (sinh ngày 31 tháng 8 năm 1986) là diễn viên, MC và nữ hoàng sắc đẹp đến từ Canada. Cô từng đoạt vương miện Hoa hậu Trái Đất Canada 2006, Hoa hậu Thế giới Canada 2011 và Hoa hậu Hoàn vũ Canada 2013.

## Thời thơ ấu
Santos sinh ra và lớn lên ở Calgary, Alberta. Cha mẹ cô chuyển tới Canada vào năm 1970. Cô có cả dòng máu Trung Quốc và Philippines.
Với tư cách là một người người ủng hộ bảo vệ môi trường, Santos đã làm việc với Cơ quan phát triển quốc tế Canada khi tốt nghiệp trung học. Cô cũng đã theo học Kinh thánh Rocky Mountain và Trường Kỹ thuật Schulich của Đại học Calgary.

## Hoa hậu Hoàn vũ 2013
Santos tham dự Hoa hậu Hoàn vũ 2013 tại Moscow, Nga và không lọt vào Top 16. Trước đó, cô đoạt danh hiệu Á hậu 3 tại Hoa hậu Hoàn vũ Canada 2013 còn người chiến thắng là Denise Garrido. Tuy nhiên, sau vài giờ, tổ chức đã phát hiện ra rằng có lỗi đánh máy trong xếp hạng Top 5, điều đó đã ảnh hưởng đến kết quả cuối cùng của cuộc thi. Garrido là Á hậu 3 còn cô mới là người đoạt vương miện. Đây là trường hợp đầu tiên của lỗi này trong 11 năm mà "Người đẹp Canada" (BOC) đã tạo ra cuộc thi Hoa hậu Hoàn vũ Hoa hậu Canada.

## Các cuộc thi khác
Trước đó, cô từng tham dự Hoa hậu Trái Đất 2006 tại Manila, Philippines. Tuy không lọt vào Top 16 người đẹp nhất nhưng cô đã đoạt giải thưởng phụ Hoa hậu Ảnh (Miss Photogenic). Sau đấy, cô tham gia Hoa hậu Thế giới 2011 tại London, Anh và lọt Top 31